# Charlotte Jemima FitzRoy
Charlotte Jemima FitzRoy, contessa di Yarmouth (Londra, 1650 – Londra, 28 luglio 1684), è stata una nobile inglese.

## Biografia
Figlia illegittima di Carlo II d'Inghilterra, sua madre era Elizabeth Killigrew Boyle, moglie di Francis Boyle (poi Visconte Shannon in Irlanda), la quale era stata dama d'onore della madre di Carlo II, Enrichetta Maria.
Charlotte sposò dapprima James Howard, col quale ebbe una figlia, Stuarta. Nel 1672 sposò William Paston, poi II conte di Yarmouth. Sa William che suo padre furono sempre tenuti in grande considerazione presso gli Stuart.
Charlotte FitzRoy morì il 28 luglio 1684 a Londra e venne sepolta nell'Abbazia di Westminster il 4 agosto 1684.

## Figli
Con suo marito, James Howard (m. 1669), lady Charlotte ebbe una figlia:
- Stuarta Werburge Howard (m. 1706); morta nubile. Fu dama d'onore della regina Maria II. Era sul punto di sposare William Bentinck, I conte di Portland, ma il loro fidanzamento venne rotto.

Charlotte FitzRoy ebbe almeno altri quattro figli dal suo secondo marito, William Paston, II conte di Yarmouth:
- Lord Charles Paston (29 maggio 1673 – 15 dicembre 1718), di Oxnead Hall, Norfolk. Sposò Elizabeth Pitt ed ebbe una figlia, Hon. Elizabeth Paston.
- Lady Charlotte Paston (1675–1736). Sposò Thomas Herne di Haveringland Hall, Norfolk, ed ebbe un figlio, Paston Herne, la cui figlia illegittima, Anne Herne, sposò sir Everard Buckworth (poi Buckworth-Herne), V baronetto, e fu madre di sir Buckworth Buckworth-Herne-Soame, VI baronetto. Lady Charlotte si maritò poi anche il maggiore Weldron.
- Lady Rebecca Paston (14 gennaio 1680/1681–1726), sposò Sir John Holland, II baronetto dal quale ebbe almeno tre figli.
- Hon. William Paston (1682–1711), capitano della Royal Navy; morì celibe

## Ascendenza
|                                        |                       |                          | Genitori                         |  |  | Nonni |  |  | Bisnonni                   |  |  | Trisnonni                       |  |
|                                        |                       |                          |                                  |  |  |       |  |  | 8. Giacomo I d'Inghilterra |  |  | 16. Enrico Stuart, Lord Darnley |  |
|                                        |                       |                          |                                  |  |  |       |  |  | 8. Giacomo I d'Inghilterra |  |  | 16. Enrico Stuart, Lord Darnley |  |
|                                        |                       | 17. Maria Stuarda        |                                  |  |  |       |  |  | 8. Giacomo I d'Inghilterra |  |  |                                 |  |
| 4. Carlo I d'Inghilterra               |                       |                          |                                  |  |  |       |  |  | 8. Giacomo I d'Inghilterra |  |  |                                 |  |
|                                        |                       | 9. Anna di Danimarca     | 18. Federico II di Danimarca     |  |  |       |  |  |                            |  |  |                                 |  |
|                                        |                       | 9. Anna di Danimarca     | 18. Federico II di Danimarca     |  |  |       |  |  |                            |  |  |                                 |  |
|                                        |                       | 9. Anna di Danimarca     | 19. Sofia di Meclemburgo-Güstrow |  |  |       |  |  |                            |  |  |                                 |  |
| 2. Carlo II d'Inghilterra              |                       | 9. Anna di Danimarca     |                                  |  |  |       |  |  |                            |  |  |                                 |  |
|                                        |                       | 10. Enrico IV di Francia | 20. Antonio di Borbone-Vendôme   |  |  |       |  |  |                            |  |  |                                 |  |
|                                        |                       | 10. Enrico IV di Francia | 20. Antonio di Borbone-Vendôme   |  |  |       |  |  |                            |  |  |                                 |  |
|                                        |                       | 10. Enrico IV di Francia | 21. Giovanna III di Navarra      |  |  |       |  |  |                            |  |  |                                 |  |
| 5. Enrichetta Maria di Borbone-Francia |                       | 10. Enrico IV di Francia |                                  |  |  |       |  |  |                            |  |  |                                 |  |
|                                        |                       | 11. Maria de' Medici     | 22. Francesco I de' Medici       |  |  |       |  |  |                            |  |  |                                 |  |
|                                        |                       | 11. Maria de' Medici     | 22. Francesco I de' Medici       |  |  |       |  |  |                            |  |  |                                 |  |
|                                        |                       | 11. Maria de' Medici     | 23. Giovanna d'Austria           |  |  |       |  |  |                            |  |  |                                 |  |
| 1. Charlotte Jemima FitzRoy            |                       | 11. Maria de' Medici     |                                  |  |  |       |  |  |                            |  |  |                                 |  |
|                                        | 12. William Killigrew | 24. John III Killigrew   |                                  |  |  |       |  |  |                            |  |  |                                 |  |
|                                        | 12. William Killigrew | 24. John III Killigrew   |                                  |  |  |       |  |  |                            |  |  |                                 |  |
|                                        | 12. William Killigrew | 25. Elizabeth Trewinnard |                                  |  |  |       |  |  |                            |  |  |                                 |  |
| 6. Robert Killigrew                    | 12. William Killigrew |                          |                                  |  |  |       |  |  |                            |  |  |                                 |  |
|                                        |                       | 13. Margery Saunders     | 26. Thomas Saunders              |  |  |       |  |  |                            |  |  |                                 |  |
|                                        |                       | 13. Margery Saunders     | 26. Thomas Saunders              |  |  |       |  |  |                            |  |  |                                 |  |
|                                        |                       | 13. Margery Saunders     | 27. Elizabeth Wolman             |  |  |       |  |  |                            |  |  |                                 |  |
| 3. Elizabeth Killigrew Boyle           |                       | 13. Margery Saunders     |                                  |  |  |       |  |  |                            |  |  |                                 |  |
|                                        |                       | 14. Henry Woodhouse      | 28. William Woodhouse            |  |  |       |  |  |                            |  |  |                                 |  |
|                                        |                       | 14. Henry Woodhouse      | 28. William Woodhouse            |  |  |       |  |  |                            |  |  |                                 |  |
|                                        |                       | 14. Henry Woodhouse      | 29. Elizabeth Calthorpe          |  |  |       |  |  |                            |  |  |                                 |  |
| 7. Mary Woodhouse                      |                       | 14. Henry Woodhouse      |                                  |  |  |       |  |  |                            |  |  |                                 |  |
|                                        |                       | 15. Anne Bacon           | 30. Nicholas Bacon               |  |  |       |  |  |                            |  |  |                                 |  |
|                                        |                       | 15. Anne Bacon           | 30. Nicholas Bacon               |  |  |       |  |  |                            |  |  |                                 |  |
|                                        |                       | 15. Anne Bacon           | 31. Jane Ferneley                |  |  |       |  |  |                            |  |  |                                 |  |
|                                        |                       | 15. Anne Bacon           |                                  |  |  |       |  |  |                            |  |  |                                 |  |